# WTA-toernooi US Indoor
Het WTA-toernooi US Indoor is een voormalig tennistoernooi voor vrouwen dat van 1966 tot en met 1987 plaatsvond in diverse steden in de Verenigde Staten. De officiële naam van het toernooi was US Indoor Championships.
De WTA organiseerde het toernooi, dat werd gespeeld op overdekte tapijtbanen.

## Plaats van handeling
| jaar      | plaats                          | staat | locatie                                          |
| --------- | ------------------------------- | ----- | ------------------------------------------------ |
| 1953      | New York                        | NY    | Seventh Regiment Armory                          |
| 1966      | Chestnut Hill, nabij Boston     | MA    | Longwood Cricket Club                            |
| 1967–1970 | Winchester                      | MA    | Winchester Cathedral Indoor Tennis Center        |
| 1971      | Rochester, nabij Detroit        | MI    | Oakland University Sport and Recreation Building |
| 1972      | Hingham, nabij Boston           | MA    | Old Colony Tennis Club                           |
| 1973      | Boston                          | MA    |                                                  |
| 1974      | New York                        | NY    | Madison Square Garden                            |
| 1975      | Boston                          | MA    | Case Gymnasium at Boston University              |
| 1976      | Atlanta                         | GA    |                                                  |
| 1977–1981 | Bloomington, nabij Minneapolis  | MN    | The Met Centre                                   |
| 1982      | Philadelphia                    | PA    |                                                  |
| 1983      | Hartford                        | CT    |                                                  |
| 1984      | East Hanover, nabij Livingston  | NJ    | Four Seasons Racquet Club                        |
| 1985–1986 | Princeton                       | NJ    |                                                  |
| 1987      | Piscataway, nabij New Brunswick | NJ    |                                                  |

## Meervoudig winnaressen enkelspel
| speelster             | aantal titels | in de jaren                  |
| --------------------- | ------------- | ---------------------------- |
| Billie Jean King      | 5             | 1966–1968, 1971, 1974        |
| / Martina Navrátilová | 5             | 1975, 1977, 1981, 1984, 1986 |
| Virginia Wade         | 2             | 1972, 1976                   |
| Evonne Goolagong      | 2             | 1973, 1979                   |

## Enkel- en dubbelspeltitel in één jaar
| speelster             | in het jaar      |
| --------------------- | ---------------- |
| / Martina Navrátilová | 1977, 1981, 1984 |
| Billie Jean King      | 1966, 1968       |
| Virginia Wade         | 1972             |

## Finales

### Enkelspel
| Datum      | Naam                             | ($)     | Ondergrond     | Winnares            | Verliezend finaliste | Uitslag       |
| ---------- | -------------------------------- | ------- | -------------- | ------------------- | -------------------- | ------------- |
| 1953-02-16 | US Indoor Championships          |         | hout, binnen   | Thelma Coyne-Long   | Barbara Davidson     | 5-7, 6-0, 9-7 |
| 1966-02-15 | US Indoor Women's Championships  |         | tapijt, binnen | Billie Jean King    | Mary-Ann Eisel       | 6-0, 6-2      |
| 1967-02-13 | US Indoor Women's Championships  |         | tapijt, binnen | Billie Jean King    | Trudy Groenman       | 6-1, 6-0      |
| 1968-02-20 | US Indoors                       |         | tapijt, binnen | Billie Jean King    | Rosie Casals         | 6-3, 9-7      |
| 1969-02-19 | US Indoors                       |         | tapijt, binnen | Mary-Ann Eisel      | Stephanie DeFina     | 6-3, 4-6, 6-2 |
| 1970-02-25 | US Indoors                       |         | tapijt, binnen | Mary-Ann Curtis     | Patti Hogan          | 0-6, 6-3, 6-4 |
| 1971-03-18 | Virginia Slims US Indoors        | 15.600  | tapijt, binnen | Billie Jean King    | Rosie Casals         | 3-6, 6-1, 6-2 |
| 1972-01-24 | Virginia Slims National Indoors  | 18.000  | tapijt, binnen | Virginia Wade       | Françoise Dürr       | 6-3, 7-5      |
| 1973-03-12 | US National Indoor Championships | 20.000  | tapijt, binnen | Evonne Goolagong    | Virginia Wade        | 6-4, 6-4      |
| 1974-03-25 | US Women's National Indoors      | 60.000  | tapijt, binnen | Billie Jean King    | Chris Evert          | 6-3, 3-6, 6-2 |
| 1975-03-03 | Virginia Slims US Indoors        | 75.000  | tapijt, binnen | Martina Navrátilová | Evonne Goolagong     | 6-2, 4-6, 6-3 |
| 1976-09-13 | US Indoors                       | 60.000  | tapijt, binnen | Virginia Wade       | Betty Stöve          | 5-7, 7-5, 7-5 |
| 1977-01-24 | US Indoors                       | 100.000 | tapijt, binnen | Martina Navrátilová | Sue Barker           | 6-0, 6-1      |
| 1978-10-09 | US Indoors                       | 100.000 | tapijt, binnen | Chris Evert         | Virginia Wade        | 6-7, 6-2, 6-4 |
| 1979-10-01 | US Indoors                       | 100.000 | tapijt, binnen | Evonne Goolagong    | Dianne Fromholtz     | 6-3, 6-4      |
| 1980-09-29 | US Indoors                       | 100.000 | tapijt, binnen | Tracy Austin        | Dianne Fromholtz     | 6-1, 2-6, 6-2 |
| 1981-09-28 | US Indoors                       | 125.000 | tapijt, binnen | Martina Navrátilová | Tracy Austin         | 6-0, 6-2      |
| 1982-09-27 | US Indoors                       | 125.000 | tapijt, binnen | Barbara Potter      | Pam Shriver          | 6-4, 6-2      |
| 1983-09-26 | US Indoors                       | 150.000 | tapijt, binnen | Kimberly Shaefer    | Sylvia Hanika        | 6-4, 6-3      |
| 1984-02-20 | US Indoors                       | 150.000 | tapijt, binnen | Martina Navrátilová | Chris Evert          | 6-2, 7-6      |
| 1985-03-04 | US Indoors                       | 150.000 | tapijt, binnen | Hana Mandlíková     | Catarina Lindqvist   | 6-3, 7-5      |
| 1986-03-03 | US Indoors                       | 150.000 | tapijt, binnen | Martina Navrátilová | Helena Suková        | 3-6, 6-0, 7-6 |
| 1987-03-23 | US Indoors                       | 150.000 | tapijt, binnen | Helena Suková       | Lori McNeil          | 6-0, 6-3      |

### Dubbelspel
| Datum      | Naam                             | ($)           | Ondergrond     | Winnaressen                          | Verliezend finalistes              | Uitslag       |
| ---------- | -------------------------------- | ------------- | -------------- | ------------------------------------ | ---------------------------------- | ------------- |
| 1966-02-15 | US Indoor Women's Championships  |               | tapijt, binnen | Rosie Casals Billie Jean King        | Justina Bricka Carol Hanks         | 3-6, 6-4, 6-2 |
| 1967       | geen toernooi                    | geen toernooi | geen toernooi  | geen toernooi                        | geen toernooi                      | geen toernooi |
| 1968-02-20 | US Indoors                       |               | tapijt, binnen | Rosie Casals Billie Jean King        | Mary-Ann Eisel Kathleen Harter     | 6-2, 6-2      |
| 1969-02-19 | US Indoors                       |               | tapijt, binnen | Mary-Ann Eisel Valerie Ziegenfuss    | Patti Hogan Peggy Michel           | 6-1, 6-3      |
| 1970-02-25 | US Indoors                       |               | tapijt, binnen | Jane Bartkowicz Nancy Richey         | Mary-Ann Curtis Valerie Ziegenfuss | 8-6, 6-4      |
| 1971-03-18 | Virginia Slims US Indoors        | 15.600        | tapijt, binnen | Mary-Ann Eisel Valerie Ziegenfuss    | Jane Bartkowicz Judy Dalton        | 2-6, 6-2, 6-3 |
| 1972-01-24 | Virginia Slims National Indoors  | 18.000        | tapijt, binnen | Rosie Casals Virginia Wade           | Judy Dalton Françoise Dürr         | 2-6, 6-3, 7-6 |
| 1973-03-12 | US National Indoor Championships | 20.000        | tapijt, binnen | Marina Krosjina Olga Morozova        | Evonne Goolagong Janet Young       | 6-2, 6-4      |
| 1974       | geen toernooi                    | geen toernooi | geen toernooi  | geen toernooi                        | geen toernooi                      | geen toernooi |
| 1975-03-03 | Virginia Slims US Indoors        | 75.000        | tapijt, binnen | Rosie Casals Billie Jean King        | Chris Evert Martina Navrátilová    | 6-3, 6-4      |
| 1976-09-13 | US Indoors                       | 60.000        | tapijt, binnen | Rosie Casals Françoise Dürr          | Betty Stöve Virginia Wade          | 6-0, 6-4      |
| 1977-01-24 | US Indoors                       | 100.000       | tapijt, binnen | Rosie Casals Martina Navrátilová     | Mima Jaušovec Virginia Ruzici      | 6-2, 6-1      |
| 1978-10-09 | US Indoors                       | 100.000       | tapijt, binnen | Kerry Reid Wendy Turnbull            | Lesley Hunt Ilana Kloss            | 6-3, 6-3      |
| 1979-10-01 | US Indoors                       | 100.000       | tapijt, binnen | Billie Jean King Martina Navrátilová | Betty Stöve Wendy Turnbull         | 6-4, 7-6      |
| 1980-09-29 | US Indoors                       | 100.000       | tapijt, binnen | Ann Kiyomura Candy Reynolds          | Anne Smith Paula Smith             | 6-3, 4-6, 6-1 |
| 1981-09-28 | US Indoors                       | 125.000       | tapijt, binnen | Martina Navrátilová Pam Shriver      | Rosie Casals Wendy Turnbull        | 6-3, 7-5      |
| 1982-09-27 | US Indoors                       | 125.000       | tapijt, binnen | Rosie Casals Wendy Turnbull          | Barbara Potter Sharon Walsh        | 3-6, 7-6, 6-4 |
| 1983-09-26 | US Indoors                       | 150.000       | tapijt, binnen | Billie Jean King Sharon Walsh        | Kathy Jordan Barbara Potter        | 3-6, 6-3, 6-4 |
| 1984-02-20 | US Indoors                       | 150.000       | tapijt, binnen | Martina Navrátilová Pam Shriver      | Jo Durie Ann Kiyomura              | 6-4, 6-3      |
| 1985-03-04 | US Indoors                       | 150.000       | tapijt, binnen | Martina Navrátilová Pam Shriver      | Marcella Mesker Elizabeth Smylie   | 7-5, 6-2      |
| 1986-03-03 | US Indoors                       | 150.000       | tapijt, binnen | Kathy Jordan Elizabeth Smylie        | Hana Mandlíková Helena Suková      | 6-3, 7-5      |
| 1987-03-23 | US Indoors                       | 150.000       | tapijt, binnen | Gigi Fernández Lori McNeil           | Betsy Nagelsen Elizabeth Smylie    | 6-1, 6-4      |

ITF-toernooien (mannen en vrouwen)

ATP-toernooien (mannen) – ATP-seizoen 2025

WTA-toernooien (vrouwen) – WTA-seizoen 2025

Voormalige toernooien mannen
Voormalige toernooien vrouwen
Voormalige amateurtoernooien